# Håkan Nyblom
Håkan Erik Nyblom, né le 26 novembre 1981 à Vaasa (Finlande), est un lutteur danois  spécialiste de la lutte gréco-romaine.

## Biographie
Il est médaillé de bronze lors des Championnats d'Europe de lutte 2008 dans la catégorie des moins de 60 kg ainsi qu'aux Championnats du monde de lutte 2009 dans la catégorie des moins de 55 kg.
Il participe aussi à deux éditions des Jeux olympiques dans la catégorie des moins de 55 kg ; en 2004, il est éliminé en qualifications et termine huitième au classement tandis qu'en  2012, il perd le match pour la médaille de bronze contre le Hongrois Péter Módos. 